# Mats Larsson (författare)
Mats Larsson, född 1945 i Stockholm, är en svensk författare och översättare. Han har skrivit totalt 23 böcker.
Mats Larsson debuterade 1974 med boken Den arabiska kniven. Sedan dess har han jobbat som författare på heltid. Karaktäristiskt för hans författarskap är den internationella utblicken samt solidariteten med fattiga och förtryckta. Han har företagit många resor utomlands, bland annat till Latinamerika där ett flertal av hans böcker utspelas. Gatubarnens villkor har han skildrat i  Gatpojken och Gatans barn (båda från 1981), med flera böcker. För boken Trollkarlen från Galdar (1984), en historisk ungdomsroman om folkmord och imperialism och som utspelar sig på Gran Canaria, tilldelades Mats Larsson Nils Holgersson-plaketten. Han har även erhållit andra priser och utmärkelser. Mats Larsson har även skrivit om valloner och svenskar i Smältdegeln och Järnporten.
Larsson har förutom böcker skrivit seriemanus (Tumac) och medverkat som kurslärare på författarskolor för ungdomar.